# پارتنر جدید من
پارتنر جدید من (انگلیسی: My New Partner) یک فیلم کمدی به کارگردانی کلود زیدی محصول سال ۱۹۸۴ کشور فرانسه است.

## بازیگران
- فیلیپ نوآره - René Boirond
- تیری لرمیت - François Lesbuche
- Grace de Capitani - Natacha
- ژولین گیومار - Commissioner Bloret
- رژین زیلبربرگ - Simone
- Claude Brosset - Vidal
- Albert Simono - Inspector Leblanc

## جشنواره‌ها
- جوایز سزار (فرانسه)
  - برنده: بهترین کارگردانی (کلود زیدی)
  - برنده: بهترین تدوین (Nicole Saunier)
  - برنده: بهترین فیلم
  - نامزد: بهترین بازیگر مرد – نقش اول (فیلیپ نوآره)
  - نامزد: بهنرین فیلم‌نامه اصلی (کلود زیدی)